# Waziers
Waziers település Franciaországban, Nord megyében. Lakosainak száma 7312 fő (2022. január 1.). Waziers Sin-le-Noble és Douai községekkel határos.

## Népesség
A település népessége az elmúlt években az alábbi módon változott:
| Lakosok száma | 7568 | 7498 | 7528 | 7452 | 7427 | 7402 | 7381 | 7354 | 7312 |
|               | 2013 | 2015 | 2016 | 2017 | 2018 | 2019 | 2020 | 2021 | 2022 |